# Plattfotblomfluga
Plattfotblomfluga (Platycheirus tarsalis) är en tvåvingeart som först beskrevs av Theodor Emil Schummel 1836.  Plattfotblomfluga ingår i släktet fotblomflugor, och familjen blomflugor. Enligt den finländska rödlistan är arten otillräckligt studerad i Finland. Arten är reproducerande i Sverige. Artens livsmiljö är lundskogar.

## Bildgalleri

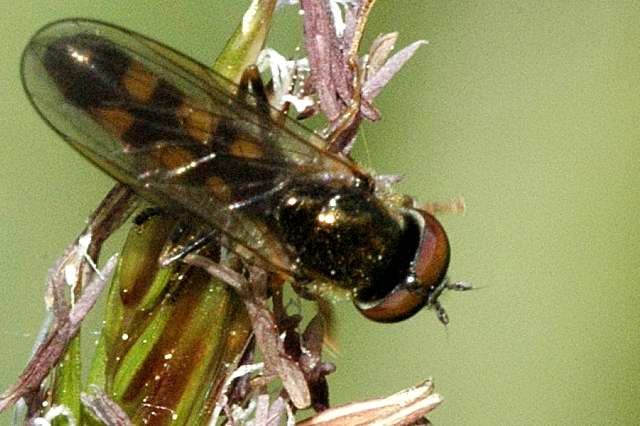
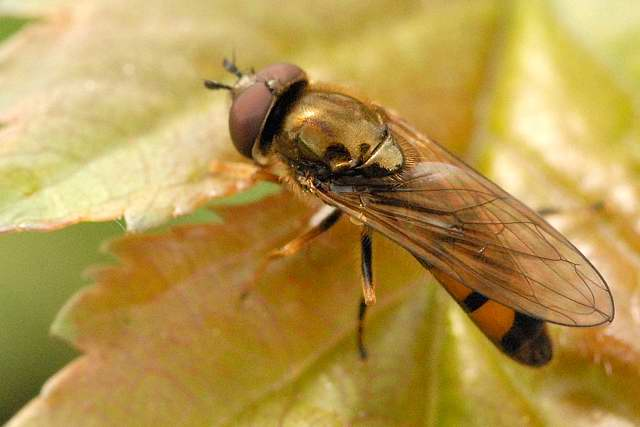